# جوزيف ديكسون (سياسي أسترالي)
جوزيف ديكسون (بالإنجليزية: Joseph Dixon)‏ هو سياسي أسترالي، ولد في 19 مارس 1911 في يورك في المملكة المتحدة، وتوفي في 3 أغسطس 2002.